# Thằn lằn Burton
Thằn lằn Burton (danh pháp hai phần: Lialis burtonis) là một loài bò sát thuộc Cận bộ Tắc kè. Chúng sinh sống ở Úc và New Guinea. Đặc điểm đáng chú ý nhất của con thằn lằn không chân này là chiếc mõm góc cạnh của nó. Nó có lỗ tai lộ ra, và được phân biệt từ rắn bằng lưỡi thịt của nó rộng. Chế độ ăn uống bao gồm chủ yếu của là thằn lằn bóng chăn ngắn nhỏ, thằn lằn và rắn.

## Hình ảnh

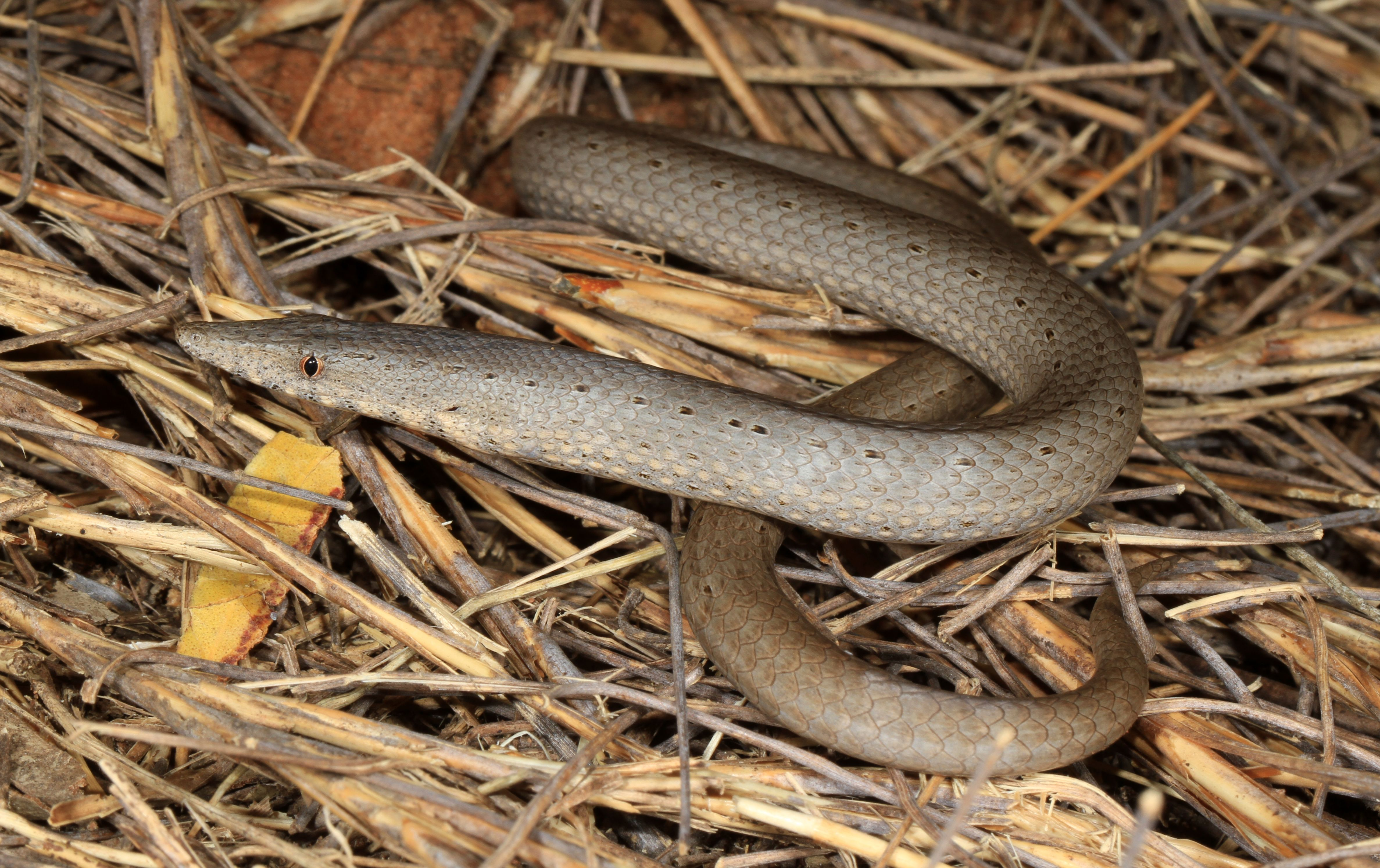
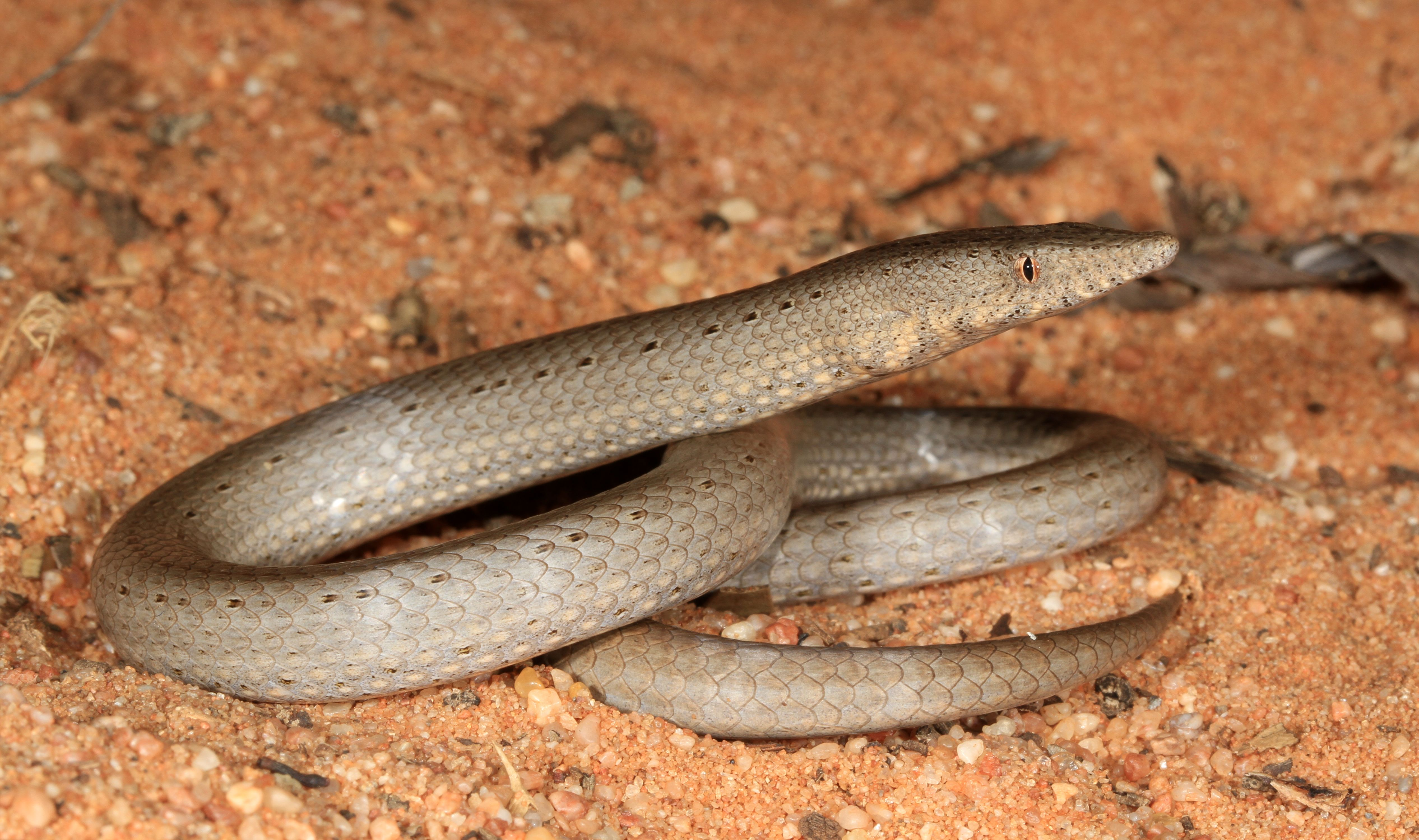
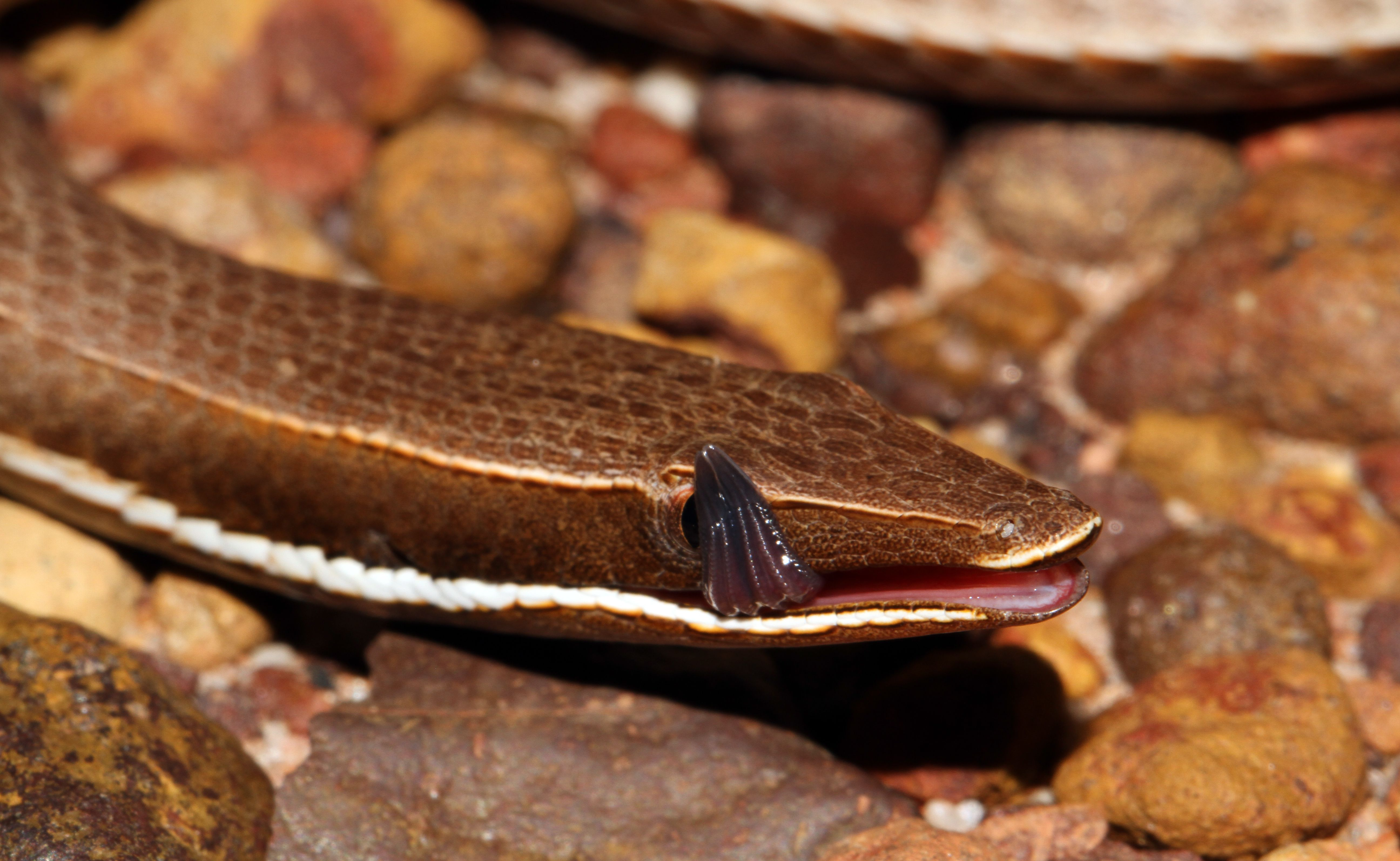
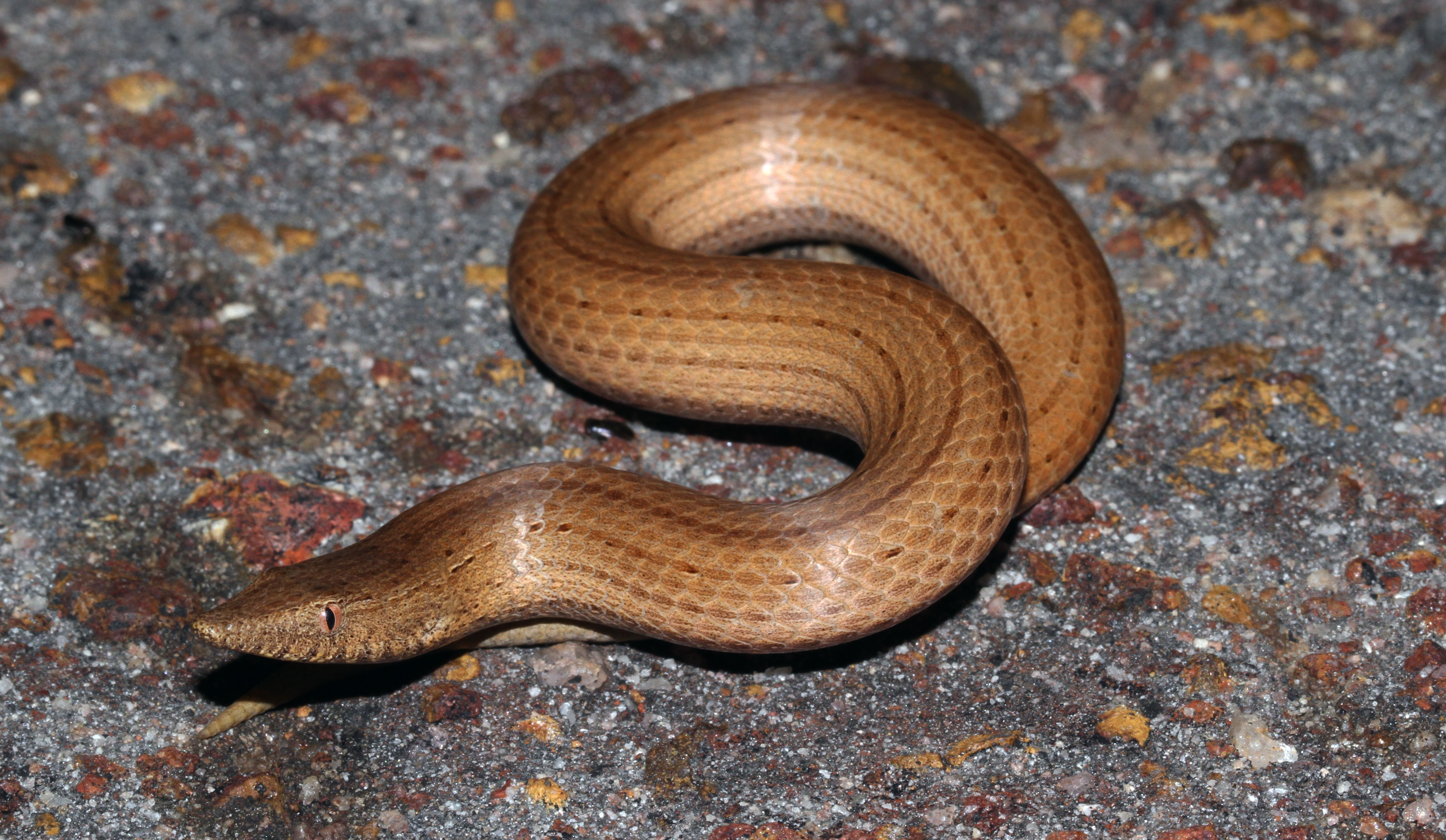
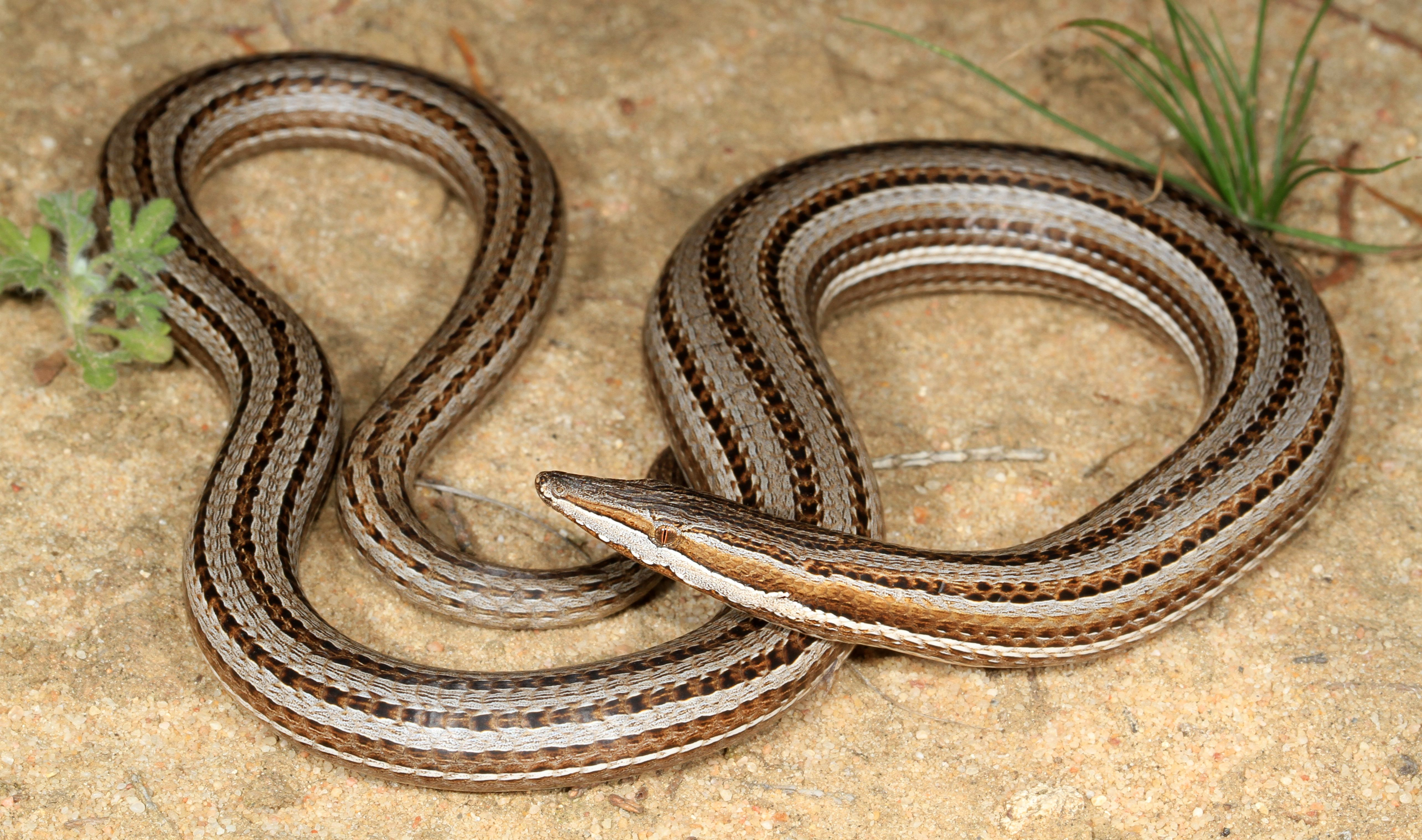